# سيرخيو يول
سيرخيو لول (بالإسبانية: Sergio Llull)‏ مواليد 15 نوفمبر 1987، هو لاعب كرة سلة إسباني يلعب مع فريق ريال مدريد ويحمل الرقم 23. يبلغ طوله 6 قدم 3.75 بوصة (1.9 م).

## الميداليات
| الميدالية | المسابقة                                           |
| --------- | -------------------------------------------------- |
| فضية      | كرة السلة في الألعاب الأولمبية الصيفية 2012 – رجال |
| ذهبية     | بطولة أمم أوروبا لكرة السلة 2009                   |
| ذهبية     | بطولة أمم أوروبا لكرة السلة 2011                   |
| برونزية   | بطولة أمم أوروبا لكرة السلة 2013                   |

## روابط خارجية
- سيرخيو يول على موقع الاتحاد الدولي لكرة السلة (الإنجليزية)
- سيرخيو يول على موقع الدوري الأوروبي لكرة السلة (الإنجليزية)
- سيرخيو يول على موقع سبورتس رفرنس (الإنجليزية)
- سيرخيو يول على موقع الدوري الإسباني لكرة السلة (الإسبانية)
- سيرخيو يول على موقع كرة السلة الأوروبية.كوم (الإنجليزية)
- سيرخيو يول على موقع ريلجم (الإنجليزية)
- سيرخيو يول على موقع بروبوليرز (الإنجليزية)
- سيرخيو يول على موقع سبورتس رفرنس (الإنجليزية)
- سيرخيو يول على موقع اللجنة الأولمبية الدولية (الإنجليزية)
- سيرخيو يول على موقع أوليمبيديا (الإنجليزية)